# Guillermo II Talvas
Guillermo II Talvas también Guillermo de Hildeburg (Bellême c. 995-Alençon c. 1060), fue un noble normando, conde de Bellême y señor de Alençon. Hijo de Guillermo de Bellême. Según Orderico Vitalis, su apodo, Talvas, significa escudo, presumiblemente aludía a una personalidad dura e insensible como la de un escudo. Guillermo de Jumièges afirma que era el peor en ese sentido de todos los hermanos.
Guillermo Talvas nunca mantuvo la titularidad como señor de Bellême. Los anales siempre se refieren a él como Talvas en lugar de  Bellême, pues era señorío del rey de Francia, mientras que Alençon pertenecía al duque de Normandía y Domfront a los condes de Maine.
El perfil de Guillermo Talvas era conflictivo, traicionero y egoísta como cualquiera de los miembros de su familia antes que él, pero los superaba en maldad y crueldad. Se había casado con Hildeburg, hija de un noble llamado Arnulfo, quien le dio dos hijos. Según Orderico Vitalis, Guillermo la hizo estrangular cuando se dirigía a la iglesia, porque ella amaba a Dios y no apoyaba la maldad de su marido. Guillermo Talvas se casó en segundas nupcias con una hija de Ralf de Beaumont, vizconde de Maine.
Entre los altercados que ocurrieron durante la minoría de edad del duque Guillermo el Bastardo, lo protagonizan Guillermo Talvas y Guillermo fitz Giroie. Guillermo fitz Giroie era vasallo de Guillermo Talvas y su padre Giroie de Échauffour había ayudado al padre y al tío de Talvas en las luchas contra Herberto I de Maine. Aunque el propio Guillermo fitz Giroie había ayudado mucho a Guillermo Talvas a obtener y afianzar sus propias tierras, aparentemente por la fuerza,  Guillermo fitz Giroie también era vasallo de Geoffroy de Mayenne, partidario, a su vez, del conde de Maine. Alrededor de 1044, Guillermo Talvas atacó el castillo de Montaigu que estaba siendo defendido por Guillermo fitz Giroie. Incapaz de derrotar al castillo, Guillermo Talvas capturó a Geoffrey de Mayenne y lo mantuvo prisionero hasta que Fitz Giroie destruyó el castillo de Montaigu. Guillermo fitz Giroie inmediatamente arrasó su propio castillo para liberar a su señor y, a cambio, Geoffroy de Mayenne le construyó a fitz Giroie un nuevo castillo en Saint Cenery cerca del río Sarthe. Esto aparentemente causó un gran resentimiento en Guillermo Talvas.
Con motivo de su segunda boda, Guillermo Talvas invitó a Fitz Giroie a asistir a los esponsales. Sin sospechar nada, Fitz Giroie, fue capturado por los hombres de Talvas y encarcelado, y luego horriblemente mutilado y cegado antes de ser liberado. Guillermo Giroie sobrevivió a su tortura y mutilación y se retiró a la Abadía de Bec para vivir el resto de su vida como monje. Para vengar esta atrocidad, los hijos y parientes de Guillermo fitz Giroie saquearon y devastaron las tierras de Guillermo Talvas, quien no los enfrentó en el campo de batalla. Finalmente, el hijo de Talvas, Arnulfo, se rebeló y exilió a su padre, vilipendiado por todos. Vagó hasta que fue acogido por la familia de Montgomery, cuyo hijo Roger aceptó casarse con su hija Mabel de Bellême a cambio de las tierras que Guillermo perdió. Parece seguro que después de la muerte de Arnulfo al año siguiente, Guillermo Talvas recuperó sus tierras. Poco después confirmó un regalo a San Aubin de Angers hecho por su hermano Ivo de Bellême alrededor de 1060-2 y después de eso no se supo nada más de él.
La leyenda dice que Guillermo Talvas maldijo al pequeño Guillermo el Bastardo en su cuna prediciendo que el niño sería la ruina de la casa de Bellême.

## Herencia
Con Hildeburg, su primera esposa, Guillermo tuvo dos hijos:
- Arnulfo de Bellême, que privó a su padre de sus propiedades y riquezas. Murió en el año 1049;
- Mabel de Bellême, que se casó con Roger II de Montgomery. Fue asesinada el 2 de diciembre de 1079;[11]

Su segunda esposa, hija de Ralf de Beaumont, pudo haber sido la madre de su hijo:
- Oliver, quien después de un largo servicio en las guerras, se convirtió en monje de la Abadía de Bec. Hay desacuerdo entre historiadores. Algunas fuentes lo consideran ilegítimo debido a que no heredó las extensas tierras de su padre. Geoffrey White, cree posible que fuera legítimo y excluido de la herencia debido a un acuerdo con Roger de Montgomery.[5]